# Gakuen Polizi
Gakuen Polizi (学園ポリーチェ, Gakuen Porīche, littéralement La police de l'école) est une série de manga yuri créée par Milk Morinaga. La série est pré-publiée de mai 2012 à juin 2014 dans le magazine Comic High! et comprend deux volumes au total.

## Synopsis
L'officier de police Sasami Aoba est assignée à la surveillance d'activités suspectes dans un lycée pour filles. Pour cela elle opère sous couverture, mais lorsqu'elle arrive au lycée, elle découvre qu'une autre officier du nom de Sakuraba Midori y a déjà été assignée. Les deux demoiselles sont alors forcées de travailler ensemble pour surveiller l'école.

## Personnages
Sasami Aoba ()
Depuis qu'elle est toute jeune, Aoba a toujours voulu être officier de police, et elle prend son travail de surveillance de l'école très au sérieux. Bien qu'étant encore novice, elle aide les autres étudiants à résoudre leurs problèmes aussi petits qu'ils soient, même s'il lui arrive de faire des erreurs et enfreindre les règles.
Sakuraba Midori ()
Midori est une officier de police plus expérimentée qui a été assignée au lycée par son père très protecteur. Elle est stricte et est souvent agacée par le comportement d'Aoba.

## Manga

### Liste des volumes
| no | Japonais          | Japonais          |
| no | Date de sortie    | ISBN              |
| -- | ----------------- | ----------------- |
| 1  | 12 mars 2013      | 978-4-575-84204-3 |
| 2  | 10 septembre 2014 | 978-4-575-84484-9 |

## Réception
Rebecca Silverman d'Anime News Network a écrit dans une critique du premier volume que la série allait « clairement s'améliorer pour atteindre le même niveau que les autres œuvres de Morinaga, même si le début est long et un peu confusant ». Erica Friedman lui donne quant à elle une note globale de 8/10 et ajoute que c'est « un début solide vers quelque chose de complètement différent de Morinaga Milk-sensei »,,.